# Hibiscus panduriformis
Hibiscus panduriformis là một loài thực vật có hoa trong họ Cẩm quỳ. Loài này được Burm.f. mô tả khoa học đầu tiên năm 1768.